# Apocalypto
Apocalypto é um filme norte-americano de 2006, do gênero épico de ação e drama, realizado por Mel Gibson.
Com filmagens iniciadas 21 de novembro de 2005, Apocalypto estreou nos cinemas brasileiros em 26 de janeiro e nos portugueses a 4 de janeiro no ano de 2007 e conta uma história que se passa na península de Iucatã, antes da colonização espanhola, durante o período da civilização maia. Todos os personagens do filme usam um dialeto maia falado na região do Iucatã.
O filme recebeu resenhas majoritariamente positivas, com os críticos elogiando a direção de Gibson, a cinematografia de Dean Semler e as performances do elenco, embora o retrato da civilização maia e a precisão histórica tenham sido criticados, com muitos acusando o filme de "racismo".

## Enredo
O caçador Jaguar Paw (Garras de Jaguar, em português) vive com a sua mulher que está grávida, com o seu filho e com o seu pai numa idílica aldeia na selva da América Central. Quando um dia a sua aldeia é atacada por um outro povo, ele luta em um massacre no qual o seu próprio pai é assassinado. Garras de Jaguar consegue, apesar de tudo, esconder a sua família num buraco profundo, tipo "poço", deixando-a em segurança. Juntamente com outros membros do seu povo, acaba por ser capturado e é levado para uma cidade Maia, na qual durante o percurso veem uma garota que faz um presságio. Há controvérsias, mas Gibson alegadamente não quis mostrar uma civilização, mas fazer um filme com muito suspense e adrenalina.
Lá as mulheres capturadas são vendidas como escravas e os homens são levados para uma pirâmide, onde serão mortos ritualmente. Quando chega a vez de Garras de Jaguar ser sacrificado, acontece um eclipse solar, que é interpretado pelo sumo sacerdote como um sinal de que o deus-sol não necessita de mais sacrifícios e o pressagio começa.
Garras de Jaguar e outros prisioneiros são então levados para um campo onde terão que, literalmente, correr pelas suas vidas, enquanto lhes são disparadas flechas e pedras. Garras de Jaguar é bem sucedido na fuga matando o filho de Lobo Zero  e consegue, mesmo gravemente ferido, embrenhar-se na selva, seguido por um grupo de guerreiros. Após Garras de Jaguar matar alguns guerreiros durante uma perseguição, onde ele é quem está sendo perseguido. Garras de Jaguar corre para salvar sua vida, para retornar para a aldeia destruída para retirar sua mulher e filho do poço. É uma corrida contra o tempo, pois se as chuvas começarem, ele sabe que o "poço" ficará cheio de água e sua família poderá morrer. No fim começa a chover, a mulher dele acaba dando a luz no poço, onde foi deixada por Garras de Jaguar. Ele consegue chegar ao "poço", vê a família e continua a correr. Precisa continuar a fuga, pois ainda esta sendo perseguido por  Lobo Zero e outros dois guerreiros.
Lobo Zero o alcança e quando acha que vai vingar a morte do filho, cai na armadilha de anta e morre.   Garras de Jaguar continua a correr e chega na praia e atrás deles estão os dois guerreiros sobreviventes. Na praia, estes estão distraídos com a chegada de navios espanhóis, Garras de Jaguar  aproveita a distração e consegue fugir de ambos . Garras de Jaguar retorna à sua aldeia destruída e salva sua mulher e os filhos.  Com a família reunida, procura um novo começo.

## Elenco
- Rudy Youngblood - Jaguar Paw
- Dalia Hernández - Seven
- Jonathan Brewer - Blunted
- Mayra Serbulo - Young Woman
- Morris Birdyellowhead - Flint Sky
- Carlos Emilio Báez - Turtles Run
- Amílcar Ramírez - Curl Nose
- Israel Contreras - Smoke Frog
- Israel Ríos - Cocoa Leaf
- María Isabel Díaz - Mother-in-Law
- Iazúa Laríos - Sky Flower
- Raoul Trujillo - Zero Wolf
- Gerardo Taracena - Middle Eye
- Rodolfo Palacios - Snake Ink
- Ariel Galván - Hanging Moss
- Fernando Hernandez - High Priest
- Rafael Velez - Mayan King
- Diana Botello - Mayan Queen
- Bernardo Ruiz - Drunkards Four
- Ricardo Díaz Mendoza - Cut Rock
- Richard Can - Ten Peccary
- Carlos Ramos - Monkey Jaw
- Ammel Rodrigo Mendoza - Buzzard Hook
- Marco Antonio Argueta - Speaking Wind
- Aquetzali García - Oracle boy
- Gabriela Marambio - Close-Up Mayan Girl
- María Isidra Hoil - Oracle Girl
- Abel Woolrich - Laughing man

## Recepção da crítica
No site agregador de críticas Rotten Tomatoes, o filme tem um índice de aprovação de 65% baseado em 200 resenhas, com uma nota média de 6,40 (de 10). O consenso da crítica do site diz: "Apocalypto é um exame brilhantemente filmado, embora impiedosamente sangrento, de uma outrora grande civilização". Já no site Metacritic, o filme tem uma nota média de 68 (de 100), baseado em 37 resenhas, indicando "críticas geralmente favoráveis".

## Historicidade

### Representação dos Maias
Muitos escritores afirmaram que o filme de Gibson era relativamente preciso historicamente sobre os maias, uma vez que retrata a era de declínio e divisão que se seguiu ao auge da civilização, colapso, reassentamento e condições sociais proto-históricas. Um jornalista mexicano, Juan E. Pardinas, escreveu: "esta interpretação histórica guarda algumas semelhanças com a realidade .... os personagens de Mel Gibson são muito similiares aos Maias dos murais de Bonampak do que os que aparecem nos livros escolares mexicanos". Já o arqueólogo e epígrafo David Stuart, especialista na história da Mesoamérica, afirmou: "Os primeiros pesquisadores tentaram fazer uma distinção entre as culturas 'pacíficas' maias e as culturas 'brutais' do centro do México. [...] Eles até tentaram dizer que o sacrifício humano era raro entre os maias". Mas em esculturas e pinturas murais, Stuart disse: "agora encontramos mais e maiores semelhanças entre os astecas e os maias".
Richard D. Hansen, que foi consultor histórico do filme, afirmou que o efeito que o filme teria na arqueologia maia seria benéfico:
"É uma oportunidade maravilhosa para focar a atenção do mundo nos antigos maias e perceber o papel que eles desempenharam na história mundial". No entanto, em uma entrevista ao The Washington Post, Hansen afirmou que o filme "dá a sensação de que eles [os maias] são muito sádicos", e disse: "Estou um pouco apreensivo sobre como os maias contemporâneos interpretarão isso".
Alguns observadores foram mais cautelosos. William Booth, do The Washington Post, escreveu que o filme retrata os maias como uma "sociedade super-cruel e psicossádica em decadência, uma paisagem carniçal engajada em escravidão generalizada, tratamento de esgoto imprudente e dança rave ruim, com um desejo real por sangue humano", apesar de sua precisão histórica. Mel Gibson comparou a selvageria do filme à Administração Bush, dizendo à revista de cinema britânica Hotdog: "O medo que retratamos no filme me lembra o presidente Bush e seus caras". Pouco antes do seu lançamento, Apocalypto foi criticado por ativistas da Guatemala, incluindo Lucio Yaxon, que afirmaram que o trailer do longa mostrava os maias como selvagens. Em sua resenha do filme, a antropóloga Traci Ardren escreveu que Apocalypto era tendencioso porque "nenhuma menção foi feita às conquistas na ciência e na arte, a profunda espiritualidade e conexão com os ciclos agrícolas, ou os feitos de engenharia das cidades maias". Apocalypto também provocou uma forte condenação da professora de história da arte Julia Guernsey, especialista mesoamericana, que disse: "Achei desprezível. É ofensivo para o povo maia. É ofensivo para aqueles de nós que tentam ensinar sensibilidade cultural e visões de mundo alternativas que talvez não correspondem aos nossos próprios ocidentais do século XXI, mas ainda assim são válidos".
O filme também mostra os maias, principalmente os camponeses, como inocentes e inferiores, enquanto os habitantes das cidades eram mostrados como "excessivamente agressivos". Os maias também são mostrados como uma sociedade "coletora e caçadora" e não uma civilização que dominava a agricultura, como foi na vida real. Suas vestimentas e aspectos culturais também estão distorcidos, com muita coisa sendo misturada entre as culturas maia, asteca e mexicas em geral. O filme também afirma se passar no final do período clássico maia, datado na historiografia dos séculos IX e X, mas o final do filme mostra a chegada dos espanhóis, que só aconteceu no século XVI.
O uso da língua iucateque maia e de atores nativos da região, contudo, foi bem elogiada.

### Sacrifícios humanos

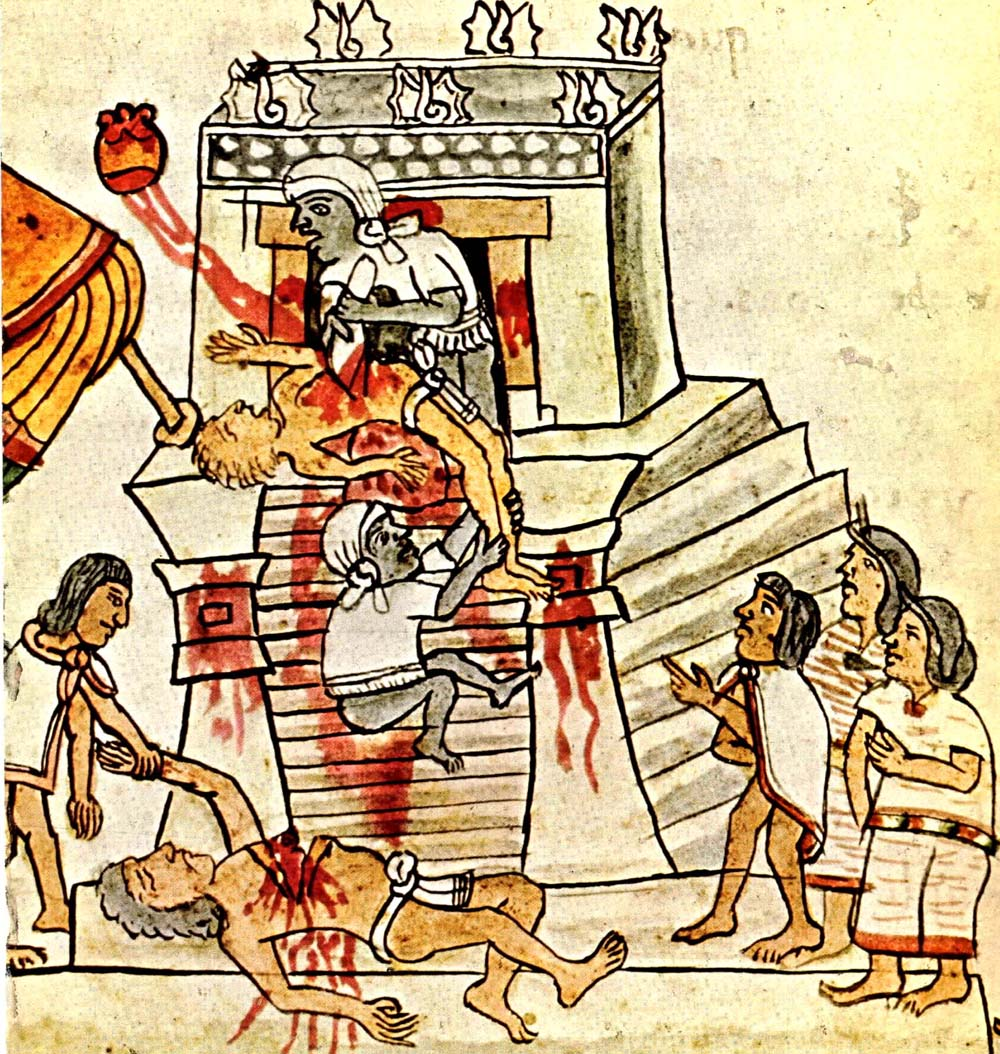
Críticos afirmaram que os sacrifícios humanos retratados no filme são mais semelhantes às práticas astecas (como visto na imagem) do que aos maias.

Apocalypto foi criticado por retratar um tipo de sacrifício humano que era mais típico dos Astecas do que dos Maias. A arquóloga Lisa Lucero disse: "os clássicos maias realmente não faziam sacrifícios em massa. Esses eram os astecas". O professor de antropologia Karl Taube argumentou: "Nós sabemos que os astecas fizeram esse nível de matança. Suas contas falam de 20.000". De acordo com o assessor técnico do filme, o filme pretendia descrever o período pós-clássico dos maias, quando influências fortes vieram dos Toltecas e os astecas. De acordo com Hansen, "Sabemos que a guerra estava acontecendo. O centro pós-clássico de Tulum é uma cidade murada; esses locais tinham que estar em posições defensivas. Houve uma tremenda influência asteca nessa época. Os astecas foram claramente implacáveis em sua conquista e busca de vítimas de sacrifício, uma prática que se espalhou para algumas das áreas maias". Já o professor Stephen Houston fez a crítica que as vítimas de sacrifício eram mais propensos a ser da realeza e das elites, em vez de moradores comuns da floresta, como mostrado em Apocalypto. A forma como o filme mostrava a escravidão, como algo comum e desenfreado, também foi criticado, com o historiador Karl Taube afirmando: "Não temos evidências de um grande número de escravos" na época. Outra cena controvérsa é quando o personagem Jaguar Paw e o resto dos cativos são usados como alvos vivos para prática de tiro com arco, foi reconhecido pelos cineastas como sendo inventado como um dispositivo de enredo para acender uma sequência de perseguição. Alguns antropólogos se opuseram à presença de um enorme poço cheio de cadáveres em decomposição perto dos campos dos maias. Hansen afirma que isso é "conjectura", dizendo que "tudo [que Gibson estava] tentando fazer é expressar o horror disso".
The Washington Post reportou que a famosa cena do mural de Bonampak foram alterados digitalmente para mostrar um guerreiro segurando um coração humano pingando, que não está presente no original.

### O final
De acordo com a faixa de comentários do DVD por Mel Gibson e Farhad Safinia, o final do filme pretendia retratar o primeiro contato entre espanhóis e maias que ocorreu em 1511, quando Pedro de Alvarado chegou na costa de Yucatán e Guatemala, e também durante a quarta viagem de Cristóvão Colombo em 1502.
O significado temático da chegada dos europeus é um assunto de desacordo e controvérsia. Traci Ardren escreveu que os visitantes espanhóis eram missionários cristãos e que o filme tinha uma "mensagem flagrantemente colonial de que os maias precisavam ser salvos porque estavam 'podres por dentro'". De acordo com Ardren, o filme de Gibson "reproduz, em glorioso tecnicolor de grande orçamento, uma noção ofensiva e racista de que os maias eram brutais uns com os outros muito antes da chegada dos europeus e, portanto, mereciam, ou de fato, precisavam, ser resgatados. Essa mesma ideia foi usada por 500 anos para justificar a subjugação do povo maia". Por outro lado, David van Biema questiona se os espanhóis são retratados como salvadores dos maias, uma vez que são retratados de forma ameaçadora e Jaguar Paw decide voltar para a floresta para se esconder. Esta visão é apoiada pela referência da "Menina Oráculo" sobre aqueles que "Raspar a terra. Arranhar-te. E acabar com seu mundo". No entanto, lembrando a citação de abertura do filme ("Uma grande civilização não é conquistada de fora até que se destrua por dentro"), os professores David Stuart e Stephen Houston escreveram que a implicação é que os maias pós-clássicos se tornaram tão corruptos que foram "uma civilização... que merecia morrer".

## Principais prêmios e indicações
Óscar 2007 (EUA)
- Recebeu três indicações, nas categorias de melhor som, melhor edição de som e melhor maquiagem.

Globo de Ouro 2007 (EUA)
- Recebeu uma indicação, na categoria de melhor filme estrangeiro.

BAFTA 2007 (Reino Unido)
- Recebeu uma indicação, na categoria de melhor filme estrangeiro.

Huckell Awards 2007 (Brasil)
- Recebeu uma indicação, na categoria de melhor filme estrangeiro.